# Viaggio verso Agartha
Viaggio verso Agartha (星を追う子ども?, Hoshi wo ou kodomo, lett. "Bambini che inseguono le stelle"), titolo internazionale: Children who chase lost voices, e pubblicato in Italia dal 2019 come I bambini che inseguono le stelle, è un film anime del 2011 scritto e diretto da Makoto Shinkai. Il film è uscito nelle sale cinematografiche giapponesi il 7 maggio 2011 ed è stato distribuito in DVD e Blu-ray in Giappone il 25 novembre 2011.
Viaggio verso Agartha è stato presentato in concorso al Future Film Festival 2012 di Bologna ed è stato distribuito da Kazé a partire da luglio 2012 su DVD e Blu-ray in Italia, Francia, Regno Unito, Paesi Bassi e Germania.

## Trama
Asuna è una ragazzina che ha perso il padre da piccola e la cui madre infermiera è spesso assente per via dei turni all'ospedale. Quando ha un po' di tempo libero, si reca in un luogo segreto sulle montagne per ascoltare i programmi da quella che sembra una vecchia radio a galena che il padre le aveva regalato prima di morire. Un giorno la radio riceve una strana musica: Asuna ne rimane affascinata, ma per quanto nei giorni successivi ritenti di sintonizzarsi su quella misteriosa stazione, l'evento non si ripete più. Questo però è soltanto il preludio di incredibili avvenimenti: Asuna incontrerà di lì a poco Shun, uno strano ragazzo proveniente da Agartha, il mitico mondo sotterraneo di cui le culture di tutto il mondo favoleggiano da secoli. Quando Shun viene ritrovato morto ed una misteriosa organizzazione militare tenta di trovare il portale di ingresso al mondo sotterraneo, Asuna ed il suo insegnante Ryūji intraprenderanno un lungo ed avventuroso viaggio alla ricerca del Portale della Vita e della Morte, il più grande segreto di Agartha, e che è in grado di riportare in vita le persone care.

## Personaggi e concetti importanti
Asuna Watase (渡瀬 明日菜?, Watase Asuna)
Una ragazzina di circa 11 o 12 anni, costretta a crescere in fretta dopo la morte del padre. Trascorre il suo tempo nel suo rifugio segreto sulle montagne ascoltando strana musica proveniente da quella che sembra una radio a galena regalatale dal padre.
Ryūji Morisaki (森崎 竜司?, Morisaki Ryūji)
Insegnante di Asuna, conosce parecchie cose sul mondo di Agartha. Desidera riportare in vita la moglie Lisa (リサ?, Risa) con il potere della Porta della Vita e della Morte. Ad Asuna ricorda il padre perduto, ma lui non esita a pagare un prezzo altissimo per riportare in vita la moglie.
Shun (シュン?, Shun)
Un misterioso ragazzo proveniente da Agartha che diventa amico di Asuna dopo che lui la salva dall'attacco di un mostro.
Shin Canaan Preases (シン・クァーナン・プラエセス?, Shin Kwānan Puraesesu)
Fratello minore di Shun inviato dal suo villaggio per recuperare il cristallo Clavis (クラヴィス?, Kuravisu) lasciato dal fratello Shun sulla Terra.
Agartha (アガルタ?, Agaruta)
Mondo sotterraneo, un tempo ricchissimo e più avanzato tecnologicamente e culturalmente del mondo di superficie, ma che ora, dopo secoli di saccheggi perpetrati dagli abitanti della superficie, è in lenta decadenza. Gli abitanti di Agartha hanno da tempo sbarrato l'accesso al loro mondo, sigillandolo con i cristalli Clavis, ma alcuni di loro non resistono al fascino della superficie e tentano di ritornarvi. Il nome deriva dal termine Agarthi o Agartha, utilizzato in Asia per indicare una civiltà nascosta.
Contaminato
I contaminati sono gli uomini mezzosangue, con un genitore della superficie e l'altro di Agartha. Anche Asuna è una contaminata, il padre è probabilmente un abitante di Agartha segretamente arrivato in superficie, che lascia in eredità alla figlia un cristallo Clavis che la metterà in comunicazione con il mondo sotterraneo.
Izoku (夷族?)
Esseri mostruosi di Agartha che odiano i contaminati e per questo li rapiscono per poi divorarli. Si aggirano nelle tenebre ed evitano l'acqua e la luce.
Arch Angel (アルカンジェリ?, Arukanjeri)
Potente organizzazione segreta il cui scopo è ritrovare il portale di ingresso di Agartha.

## Distribuzione

### Edizioni italiane
La prima edizione italiana è stata supervisionata da Cedric Littardi con la traduzione dal giapponese di Sayaka Kozeki ed ha scatenato numerose proteste perché il doppiaggio è stato eseguito in Francia, presso lo studio Wantake, da un cast di doppiatori non-professionisti e di nazionalità italo-francese. Il doppiaggio ha quindi ricevuto molte recensioni negative su Amazon.it e la Kazé è stata bersagliata di commenti negativi su Facebook e Twitter.
Nel corso di Cartoomics 2019, Dynit ha annunciato la ripubblicazione home video del film avvenuta nel mese di giugno dello stesso anno, con il titolo I bambini che inseguono le stelle e con un nuovo doppiaggio italiano.